# Filip Salaquarda
Filip Salaquarda (ur. 11 stycznia 1984 roku w Pradze) – czeski kierowca wyścigowy.

## Kariera

### Początki
Filip karierę rozpoczął w roku 1996 od startów w kartingu. W 2000 roku zadebiutował w serii wyścigów samochodowych – Pucharze Forda Pumy. Zdobyte w niej punkty sklasyfikowały go na 3. miejscu. W kolejnym sezonie ścigał się w Pucharze Skody Octavii. W niej nie poradził sobie tak dobrze i rywalizację ukończył na 13. pozycji.

### Formuła BMW
W roku 2002 Filip, za sprawą swojego ojca Igora, który założył zespół wyścigowy ISR Racing, postanowił rozpocząć karierę wyścigową w samochodach jednomiejscowych i zadebiutował w Niemieckiej Formule BMW. Trzy punkty, które zdobył podczas zmagań na torze w Zolder oraz Hockenheim, uplasowały go na 17. miejscu. W drugim sezonie startów Salaquarda ośmiokrotnie punktował, a podczas ostatniego wyścigu w kalendarzu, na Hockenheimringu, po raz pierwszy w karierze stanął na podium, zajmując trzecią lokatę. Ostatecznie w klasyfikacji generalnej znalazł się na 13. pozycji.

### Formuła 3
W 2004 roku Czech zadebiutował w Niemieckiej Formule 3. Filip kilkakrotnie sięgnął po punkty, a w końcowej klasyfikacji uplasował się na 11. lokacie.
Sezon później wystartował w Formule 3 Euroseries. Czech w żadnym z wyścigów nie zdobył jednak punktów i zajął ostatnią pozycję w generalnej klasyfikacji. Najwyżej sklasyfikowany został w sobotnich zmaganiach, na torze Spa-Francorchamps oraz Hockenheimring, gdzie znalazł się na jedenastym miejscu. Pod koniec roku Salaquarda wystartował również w prestiżowym wyścigu o Grand Prix Makau (w zespole HBR Motorsport), jednak nie dojechał do mety.
W roku 2006 Czech ponownie wziął udział w pełnym sezonie europejskiej F3. I tym razem jednak nie był w stanie zapunktować. Najbliżej celu był podczas sprintu na torze Nürburgring, gdzie uplasował się na siódmej lokacie. Po raz kolejny odnotował start w prestiżowym weekendzie – tym razem w Masters of Formuła 3. Zmagania w nim zakończył jednak na odległej 27. pozycji.
W sezonie 2007 Filip postanowił nawiązać współpracę z ekipą HBR. Czech okazał się najlepszym z zawodników austriackiego zespołu, będąc jedynym, który zdobył punkty. Sukcesu dokonał w sobotniej rywalizacji na torze Nürburgring oraz Circuit de Catalunya, gdzie dojechał odpowiednio na piątym i dziewiątym miejscu, a cały sezon zakończył na 17. lokacie. W drugim podejściu do zmagań Masters of Formuła 3 także spisał się lepiej, będąc sklasyfikowanym na 16. pozycji.

### Formuła Master
W 2006 roku Salaquarda zadebiutował w Międzynarodowej F3000 Masters, zaliczając gościnny występ na niemieckim torze w Oschersleben. W zespole Antonio Charouza, Filip spisał się znakomicie, będąc w obu wyścigach na drugiej lokacie. Dzięki zdobytym punktom rywalizację ukończył na 12. miejscu.
Sezon później Czech ponownie wziął udział w jednej eliminacji, tym razem jednak w zespole swojego ojca (seria została przekształcona w Międzynarodową Formułę Master). Na włoskim torze Monza nie spisał się jednak najlepiej. W pierwszym starcie nie dojechał do mety, natomiast w drugim ukończył zmagania jako ostatni, na szesnastej pozycji.
W roku 2008 Filip wystartował w całym sezonie, po tym, jak amerykańskie Mistrzostwa Athlantic, w których był zakontraktowany z zespołem Brooks Associates Racing, zostały zlikwidowane. Szósta pozycja w pierwszym wyścigu, na torze Ricardo Tormo była jednak jedyną zdobyczą punktową. W dalszej części sezonu w zaledwie trzech wyścigach dojechał do mety, a na dodatek w pięciu nie był w stanie nawet wystartować, na skutek problemów technicznych z bolidem. Trzy punkty sklasyfikowały go na 24. miejscu.

### A1 Grand Prix
Na początku 2007 roku Filip zadebiutował w serii A1 Grand Prix, biorąc udział w jednej rundzie, rozegranej na torze w Chinach. W pierwszym starcie Czech dojechał na siedemnastym miejscu, natomiast w drugim był dziesiąty, dzięki czemu zdobył jeden punkt dla narodowej stajni. Ostatecznie jego ekipa zmagania zakończyła na 12. pozycji.
Sezon później Salaquarda wystartował w trzech ostatnich eliminacjach sezonu serii zimowej. Reprezentując narodową ekipę Czech, Filip nie zdobył jednak punktów. Najwyżej sklasyfikowany został w drugim wyścigu, na torze w Szanghaju, plasując się na jedenastej lokacie.

### Le Mans Series
W sezonie 2009 Czech wziął udział w jednej rundzie serii wyścigów długodystansowych – Le Mans Series. W kategorii GT1 Filip zdobył osiem punktów, dzięki którym zmagania zakończył na 10. miejscu w końcowej klasyfikacji.

### Formuła Renault 3.5
W roku 2009 Filip zadebiutował w Formule Renault 3.5, na ulicznym torze w Monte Carlo. W zespole RC Motorsport Czech dojechał na ostatniej pozycji. W pozostałej części sezonu, Salaquarda reprezentował inną włoską ekipę, Prema Powerteam, w której zastąpił Monakijczyka Stefano Colettiego. Wystąpiwszy w dwunastu wyścigach, zdobył zaledwie jeden punkt, za dziesiątą pozycję w pierwszym starcie, na portugalskim torze w Algarve. W końcowej klasyfikacji uplasował się na 27. lokacie.
W sezonie 2010 Salaquarda został jednym z zawodników ekipy swojego ojca, który wystawił swój zespół o nazwie ISR Racing. Czech siedmiokrotnie sięgał po punkty, w tym dwukrotnie na najniższym stopniu podium (na Masaryk Circuit oraz Magny-Cours). Największym sukcesem Filipa był start z pole position w obu wyścigach na swoim rodzimym torze, w Brnie. Jego wyniki zostały jednak przyćmione przez zespołowego partnera, Argentyńczyka Estebana Guerrieri, który rywalizował o tytuł mistrzowski. Ostatecznie Czech sklasyfikowany został na 11. miejscu, w stosunku do trzeciej Guerrieri'ego.
W 2011 roku Czech wystartował w zaledwie jednej eliminacji, na torze Monza, w hiszpańskim zespole Pons Racing. W obu startach Filip był jednak daleki od zdobyczy punktowej, dojeżdżając na piętnastej oraz osiemnastej pozycji. Został sklafyfikowany na 34 pozycji w klasyfikacji kierowców.

### Seria GP2
W październiku 2009 roku Filip odbył testy z włoskim zespołem, startującym w Serii GP2 – Trident Racing – na hiszpańskim torze w Jerez.

## Statystyki
| Sezon   | Seria                                       | Zespół                  | Wyścigi | Zwycięstwa | PP | NO | Podium | Punkty | Poz. koń. |
| ------- | ------------------------------------------- | ----------------------- | ------- | ---------- | -- | -- | ------ | ------ | --------- |
| 2000    | Puchar Ford Puma                            |                         |         |            |    |    |        |        | 3         |
| 2001    | Puchar Škoda Octavia                        |                         |         |            |    |    |        |        | 13        |
| 2002    | Niemiecka Formuła BMW                       | Team ISR                | 17      | 0          | 0  | 0  | 0      | 3      | 21        |
| 2003    | Niemiecka Formuła BMW                       | SONAX-ISR-Charouz       | 20      | 0          | 0  | 0  | 1      | 49     | 13        |
| 2004    | Niemiecka Formuła 3                         | Team ISR                | 17      | 0          | 0  | 0  | 0      | 42     | 11        |
| 2005    | Formuła 3 Euroseries                        | Team ISR                | 20      | 0          | 0  | 0  | 0      | 0      | 23        |
| 2005    | Grand Prix Makau                            | HBR Motorsport          | 1       | 0          | 0  | 0  | 0      | N/A    | NS        |
| 2006    | Formuła 3 Euroseries                        | Team ISR                | 20      | 0          | 0  | 0  | 0      | 0      | 22        |
| 2006    | Masters of Formuła 3                        | Team ISR                | 1       | 0          | 0  | 0  | 0      | N/A    | 27        |
| 2006    | Międzynarodowa F3000 Masters                | Charouz Racing System   | 2       | 0          | 0  | ?  | 2      | 16     | 12        |
| 2006–07 | A1 Grand Prix                               | A1 Team Czech Republic  | 2       | 0          | 0  | 0  | 0      | 27†    | 12†       |
| 2007    | Formuła 3 Euroseries                        | HBR Motorsport          | 19      | 0          | 0  | 0  | 0      | 3      | 17        |
| 2007    | Masters of Formuła 3                        | HBR Motorsport          | 1       | 0          | 0  | 0  | 0      | N/A    | 16        |
| 2007    | Międzynarodowa Formuła Master               | Team ISR                | 2       | 0          | 0  | 0  | 0      | 0      | 36        |
| 2007–08 | A1 Grand Prix                               | A1 Team Czech Republic  | 6       | 0          | 0  | 0  | 0      | 10†    | 19†       |
| 2008    | Międzynarodowa Formuła Master               | Team ISR                | 16      | 0          | 0  | 0  | 0      | 3      | 24        |
| 2009    | Le Mans Series (kategoria GT1)              | IPB Spartak Racing      | 1       | 0          | 0  | 0  | 1      | 8      | 10        |
| 2009    | Formuła Renault 3.5                         | RC Motorsport           | 13      | 0          | 0  | 0  | 0      | 1      | 29        |
| 2009    | Formuła Renault 3.5                         | Prema Powerteam         | 13      | 0          | 0  | 0  | 0      | 1      | 29        |
| 2010    | Formuła Renault 3.5                         | I.S.R. Racing           | 14      | 0          | 2  | 0  | 2      | 44     | 11        |
| 2011    | Formuła Renault 3.5                         | Pons Racing             | 2       | 0          | 0  | 0  | 0      | 0      | 34        |
| 2011    | Superleague Formula                         | Pons Racing             | 4       | 0          | 0  | 1  | 0      | 95     | 9         |
| 2012    | FIA GT1 World Championship                  | AF Corse                | 18      | 2          | 2  | ?  | 3      | 84     | 7         |
| 2012    | Blancpain Endurance Series - GT3 Pro-Am Cup | Vita4One Team Italy     | 1       | 0          | 0  | 0  | 0      | 0      | NS        |
| 2013    | FIA GT Series - Pro-Am                      | AF Corse                | 6       | 0          | 0  | 1  | 2      | 34     | 14        |
| 2013    | International GT Open - GTS                 | AF Corse                | 4       | 0          | 0  | 0  | 1      | 13     | 24        |
| 2013    | Gulf 12 Hours - GT3                         | Kessel Racing           | 1       | 0          | 0  | 0  | 0      | N/A    | 12        |
| 2014    | Blancpain Sprint Series                     | Scuderia Villorba Corse | 8       | 0          | 0  | 0  | 0      | 13     | 15        |
| 2014    | Blancpain Endurance Series - Pro Cup        | ISR                     | 1       | 0          | 0  | 0  | 0      | 1      | 22        |

† – klasyfikacja zespołów.

## Wyniki w Formule Renault 3.5
| Legenda oznaczeń w tabelach wyników Wyświetl szablon na nowej stronie | Legenda oznaczeń w tabelach wyników Wyświetl szablon na nowej stronie                                                                     |
| Oznaczenie                                                            | Wyjaśnienie |
| --------------------------------------------------------------------- | --- |
| Złoty                                                                 | Zwycięzca lub mistrzostwo |
| Srebrny                                                               | 2. miejsce lub wicemistrzostwo |
| Brązowy                                                               | 3. miejsce lub II wicemistrzostwo |
| Zielony                                                               | Ukończył, punktował (w klasyfikacji generalnej, gdy zdobył co najmniej jeden punkt na przestrzeni sezonu, poza trzema powyższymi opcjami) |
| Niebieski                                                             | Ukończył, nie punktował (w klasyfikacji generalnej, gdy nie zdobył co najmniej jednego punktu na przestrzeni sezonu)                      |
| Czerwony                                                              | Nie zakwalifikował się (NZ) |
| Czerwony                                                              | Nie prekwalifikował się (NPK) |
| Różowy                                                                | Nie ukończył (NU) |
| Różowy                                                                | Niesklasyfikowany (NS) (w klasyfikacji generalnej, gdy nie został sklasyfikowany w żadnym wyścigu sezonu)                                 |
| Czarny                                                                | Zdyskwalifikowany (DK) |
| Czarny                                                                | Wykluczony (WYK/EX) |
| Biały                                                                 | Nie wystartował (NW) |
| Biały                                                                 | Kontuzjowany (K/INJ) |
| Biały                                                                 | Wyścig odwołany (OD/C) |
| Bez koloru                                                            | Został wycofany (WYC/WD) |
| Bez koloru                                                            | Nie przybył (NP/DNA) |
| Bez koloru                                                            | Nie brał udziału w treningach (NT/DNP) |
| Bez koloru                                                            | Nie został zgłoszony (–) |
| Pogrubienie                                                           | Start z pole position |
| Kursywa                                                               | Najszybsze okrążenie wyścigu |
| †                                                                     | Nie ukończył, ale jego rezultat został zaliczony ze względu na przejechanie więcej niż 90% dystansu wyścigu.                              |
| *                                                                     | Sezon w trakcie |
| 1/2/3                                                                 | Punktowana pozycja w sprincie kwalifikacyjnym                                                                                             |
| Lista systemów punktacji Formuły 1                                    | |

| Rok  | Zespół          | Wyniki w poszczególnych eliminacjach | Wyniki w poszczególnych eliminacjach | Wyniki w poszczególnych eliminacjach | Wyniki w poszczególnych eliminacjach | Wyniki w poszczególnych eliminacjach | Wyniki w poszczególnych eliminacjach | Wyniki w poszczególnych eliminacjach | Wyniki w poszczególnych eliminacjach | Wyniki w poszczególnych eliminacjach | Wyniki w poszczególnych eliminacjach | Wyniki w poszczególnych eliminacjach | Wyniki w poszczególnych eliminacjach | Wyniki w poszczególnych eliminacjach | Wyniki w poszczególnych eliminacjach | Wyniki w poszczególnych eliminacjach | Wyniki w poszczególnych eliminacjach | Wyniki w poszczególnych eliminacjach | Punkty | Pozycja |
| ---- | --------------- | ------------------------------------ | ------------------------------------ | ------------------------------------ | ------------------------------------ | ------------------------------------ | ------------------------------------ | ------------------------------------ | ------------------------------------ | ------------------------------------ | ------------------------------------ | ------------------------------------ | ------------------------------------ | ------------------------------------ | ------------------------------------ | ------------------------------------ | ------------------------------------ | ------------------------------------ | ------ | ------- |
| 2009 |                 | CAT                                  | CAT                                  | BEL                                  | BEL                                  | MON                                  | HUN                                  | HUN                                  | GBR                                  | GBR                                  | FRA                                  | FRA                                  | PRT                                  | PRT                                  | DEU                                  | DEU                                  | ARA                                  | ARA                                  | 1      | 27      |
| 2009 | RC Motorsport   | -                                    | -                                    | -                                    | -                                    | 21                                   | -                                    | -                                    | -                                    | -                                    | -                                    | -                                    | -                                    | -                                    | -                                    | -                                    | -                                    | -                                    | 1      | 27      |
| 2009 | Prema Powerteam | -                                    | -                                    | -                                    | -                                    | -                                    | NU                                   | NS                                   | 19                                   | 17                                   | NU                                   | 16                                   | 10                                   | 12                                   | NU                                   | NU                                   | 12                                   | 15                                   | 1      | 27      |
| 2010 | ISR             | ARA                                  | ARA                                  | BEL                                  | BEL                                  | MON                                  | CZE                                  | CZE                                  | FRA                                  | FRA                                  | HUN                                  | HUN                                  | DEU                                  | DEU                                  | GBR                                  | GBR                                  | CAT                                  | CAT                                  | 44     | 11      |
| 2010 | ISR             | NU                                   | NU                                   | NW                                   | 15                                   | 8                                    | 15                                   | 3                                    | 15                                   | 3                                    | -                                    | -                                    | NU                                   | 7                                    | 5                                    | 4                                    | 8                                    | 19                                   | 44     | 11      |
| 2011 | Pons Racing     | ARA                                  | ARA                                  | BEL                                  | BEL                                  | ITA                                  | ITA                                  | MON                                  | DEU                                  | DEU                                  | HUN                                  | HUN                                  | GBR                                  | GBR                                  | FRA                                  | FRA                                  | CAT                                  | CAT                                  | 0      | 34      |
| 2011 | Pons Racing     | -                                    | -                                    | -                                    | -                                    | 15                                   | 18                                   | -                                    | -                                    | -                                    | -                                    | -                                    | -                                    | -                                    | -                                    | -                                    | -                                    | -                                    | 0      | 34      |